# Újépület
Az Újépület (Aedificium Regium Novum, németül Großes ärarial Gebäude (kincstári nagyépület) vagy Neugebäude) egy hírhedt erőd- és laktanyaszerű katonai épület volt, mely egykor Pesten, a Lipótvárosban, a mai Szabadság tér területén állt.

## Építése

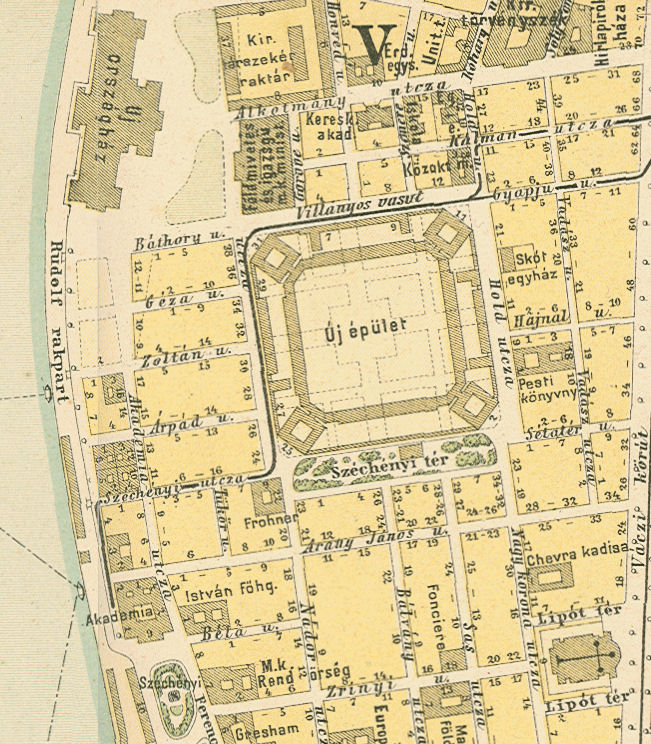
Az Újépület egy 1893-as térképen

Felépítésére II. József adott utasítást. A terveket Isidore Canevale bécsi építész készítette. Az óriási belső udvart bezáró négyszögletes épület építése 1786-ban kezdődött, Hild János vezetésével. Itt szerezte első szakmai tapasztalatait Hild József, a későbbi híres építész is. Az erődszerű épület felhasználási célját nem közölték a lakossággal, így az találgatások tárgya volt. A nagyméretű épület egyes részei fokozatosan készültek el; 1789-ben a 3. sz. pavilon már használatban volt.
Az épület négyszög alakú volt, a földszinten kívül még két emelettel rendelkezett. Négy sarkán kisebb, de egy emelettel magasabb, négyszög alakú épületrészeket emeltek, amelyeket a főépülettel rövid melléképítmények kapcsoltak össze, úgy hogy a deréképület az erősségnek mintegy középfalát, a négy saroképítmény pedig annak bástyáit képezte. A nagyobb homlokfalak 100 ölnél hosszabbak, a belső főudvar majdnem 10 000 négyszögölnyi teret foglalt el. Különösebb építészeti értéke az épületnek nem volt. A rejtélyes építmény homoksivatag közepén emelkedett, ugyanis az akkori város szélső házai s a megkezdett építmény között még jókora térség terült el, melyet meg nem kötött fövény borított. II. József halálakor a munka még nem volt befejezve, s az időközben kitört napóleoni háborúk gátolták az építkezés folytatását. 1793 és 1796 között használták börtönként, az elfogott francia tisztek raboskodtak itt.
1802-ben eladni készültek az épületet, a prágai zsidók már ajánlatot is tettek rá. Széchényi Ferenc gróf akkori kamaraelnök hathatós fölterjesztéseket tett a szándékolt eladás ellen, mivel az épület a II. József által a magyar papságtól elkobzott javakért kapott pénzen készült el. Az eladására így nem került sor, azonban az építés folytatásához csak 1814-ben fogtak, s mikor az épület elkészült, az újonnan szervezett ötödik tüzérezred laktanyájává rendelték azt.

## A kivégzőhely

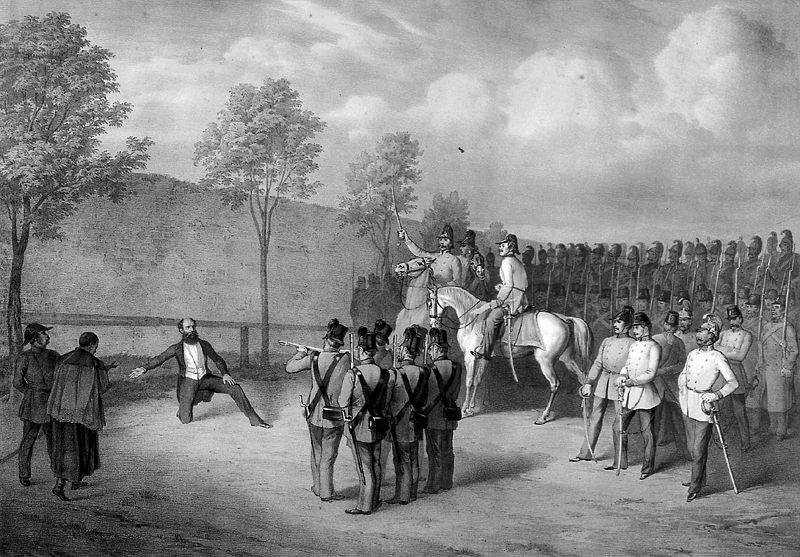
Batthyány Lajos kivégzése az Újépület udvarán

Az 1848–49-es forradalom és szabadságharc bukása után tömegével zárták ide a magyar hazafiakat. 1849. október 6-án az épület falánál végezték ki Batthyány Lajos grófot, az első független magyar kormány miniszterelnökét, az aradi vértanúk kivégzésével azonos napon. A kivégzés emlékét őrzi az egykori épület északkeleti sarkának helyén emelt Batthyány-örökmécses. Az épület mellett végezték ki 1849. október 10-én Csány László kormánybiztost, közlekedési minisztert, majd október 24-én Perényi Zsigmondot, a felsőház másodelnökét is. Október 20-án a délelőtti órákban a közeli Fa téren (maː Mezőgazdasági Minisztérium környéke) Mieczysław Woroniecki herceget, Peter Giron honvéd alezredest és Karol Gustaw d’Abancourt de Franqueville lengyel nemest végezték ki.

## A helyszín utóélete

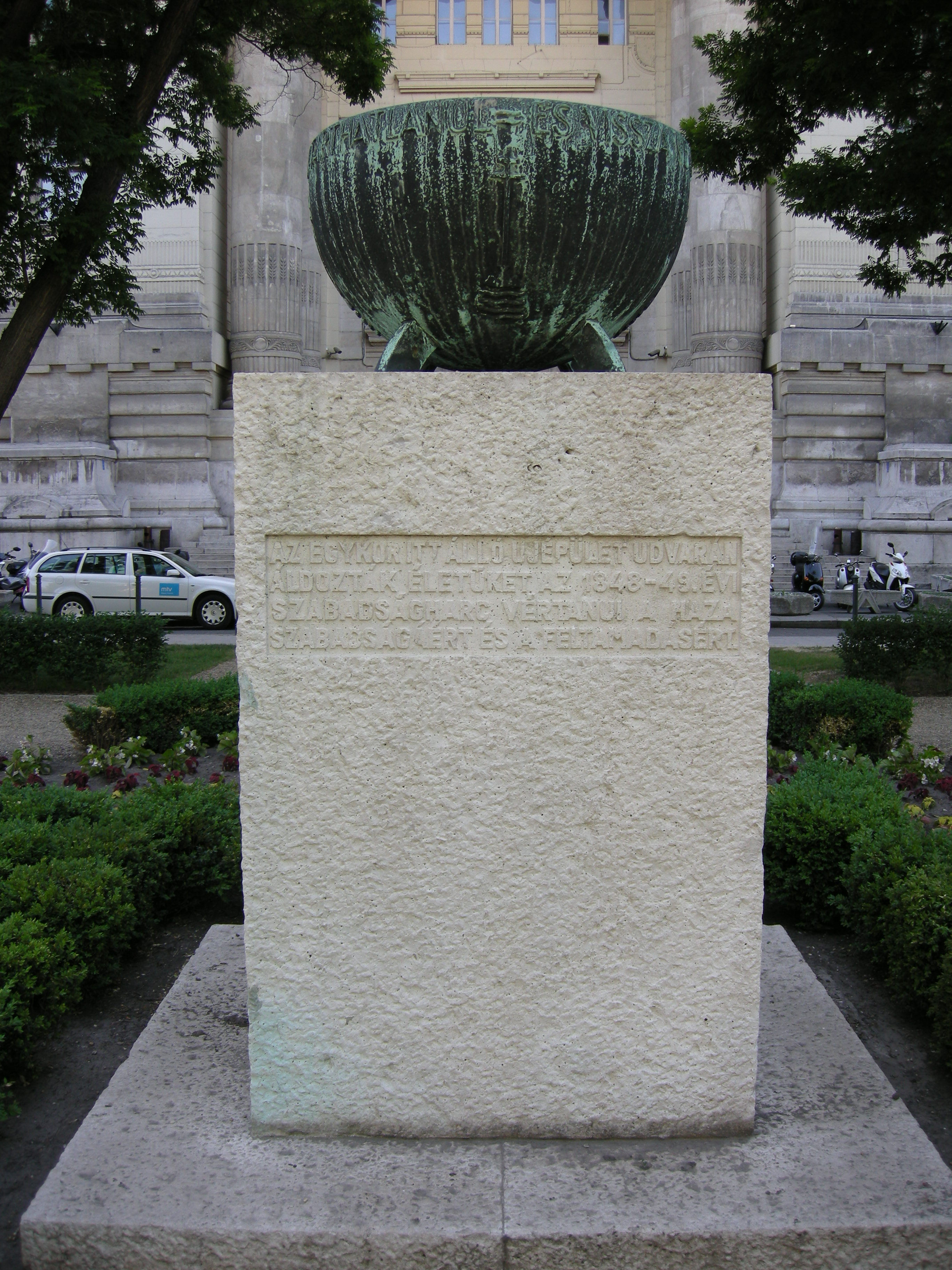
A Dózsa Farkas András által 1934-ben készített, kőből faragott talapzaton álló bronzüst arra emlékeztet, hogy itt végezték ki az 1848–49-es forradalom és szabadságharc több jelentős személyiségét

A kiegyezés után felmerült az épület nyomda, majd városi árvaház céljára való hasznosítása, végül is 1897-ben lebontották. A szomszédságában időközben épülő Országház hatására a környék felértékelődött. Az Újépület helyén alakították ki Palóczi Antal tervei szerint a Szabadság teret.